# Мускулка
Мускулка — река в России, протекает в Первомайском и Даниловском районах Ярославской области; левый приток реки Лунка.
Сельские населённые пункты около реки: Первомайский район — Погорелка и Мечеходово, Оленинское, Ереминское; Даниловский район — Мускулино, Коробейкино, Слобода; напротив устья — Мошково.